# Mathematics of Operations Research
Mathematics of Operations Research (MOR) ist eine wirtschaftswissenschaftlich-mathematische Fachzeitschrift, deren Schwerpunkt die mathematische Abhandlung von Operations Research ist. Mathematics of Operations Research wird durch das Institute for Operations Research Management and the Management Sciences (INFORMS) mit einer Frequenz von vier Ausgaben pro Jahr herausgegeben.

## Geschichte
Mathematics of Operations Research wurde erstmals im Februar 1976 veröffentlicht und erschien ursprünglich mit einer Frequenz von vier Ausgaben pro Jahr, was auch gegenwärtig noch der Fall ist. Zu den Redakteuren von MOR gehörten Arthur F. Veinott (1977–1980), Stephen M. Robinson (1981–1986), Erhan Cinlar (1987–1992), Jan Karel Lenstra (1993–1998), Gerard Cornuéjols (1999–2003), Nimrod Megiddo (2004–2009), Uri Rothblum (2009–2012) und J. G. Dai (seit 2012).

## Inhalte
Mathematics of Operations Research beabsichtigt die Veröffentlichung bedeutender Forschungsbeiträge mit wesentlichem mathematischem Inhalt, der für Operations Research relevant ist. Die Zeitschrift beinhaltet Artikel, die sich mit den mathematischen und rechnerischen Grundlagen in den Bereichen der stetigen, diskreten und stochastischen Optimierung, mathematischen Programmierung, dynamischen Programmierung, stochastischen Prozesse, stochastischen Modelle, Simulationsmethodologie, Kontrolle und Anpassung, Netzwerke, Spieltheorie und Entscheidungstheorie beschäftigen.

## Redaktion
Die Redaktion von Mathematics of Operations Research wird durch Chefredakteur J. G. „Jim“ Dai (Cornell University) und den jeweiligen Fachredakteuren Yinyu Ye (stetige Optimierung), Imre Bárány (diskrete Optimierung), Adam Shwartz (stochastische Modelle) und Nicolas Vieille (Spieltheorie) geleitet, welche durch 48 Associate Editors unterstützt werden.

## Rezeption
Im wirtschaftswissenschaftlichen Publikationsranking des Tinbergen-Instituts an der Universität Amsterdam wird Mathematics of Operations Research in der Kategorie A („sehr gute allgemeine wirtschaftswissenschaftliche Fachzeitschriften und Spitzenzeitschriften im jeweiligen Fachgebiet“) geführt.
Der Impact Factor des Journals lag 2012 bei 0,899. In der Statistik des ISI Web of Knowledge belegte die Zeitschrift Rang 89 von 247 betrachteten Journals in der Kategorie angewandte Mathematik und Platz 41 von 78 Zeitschriften in der Kategorie Operations Research & Management Science.